# Gordan Giriček
Gordan Giriček (Zagabria, 20 giugno 1977) è un ex cestista croato di etnia ceca, che giocava nel ruolo di guardia.

## Carriera
In passato, per quanto riguarda la NBA, ha giocato per i Memphis Grizzlies, gli Orlando Magic, gli Utah Jazz, i Philadelphia 76ers e i Phoenix Suns.
Inizia la carriera cestistica in patria, dapprima con un piccolo club locale, in seguito passa al Cibona Zagabria. Nella stagione 2001-02 gioca con il CSKA Mosca.
Così nel 2002, dopo essere stato scelto qualche anno prima al secondo turno nel draft NBA, approda negli USA.
Nel 2008 passa al Fenerbahçe.
Con la Croazia ha disputato cinque edizioni dei Campionati europei (1997, 1999, 2001, 2003, 2005).

## Statistiche

### NBA

#### Regular season
| Anno      | Squadra            | PG  | PT  | MP   | TC%  | 3P%  | TL%  | RP  | AP  | PRP | SP  | PP   |
| --------- | ------------------ | --- | --- | ---- | ---- | ---- | ---- | --- | --- | --- | --- | ---- |
| 2002-2003 | Memphis Grizzlies  | 49  | 35  | 24,2 | 43,3 | 35,4 | 82,2 | 2,2 | 1,4 | 0,4 | 0,1 | 11,2 |
| 2002-2003 | Orlando Magic      | 27  | 27  | 35,6 | 44,0 | 32,8 | 81,6 | 4,8 | 2,5 | 1,1 | 0,1 | 14,3 |
| 2003-2004 | Orlando Magic      | 48  | 25  | 29,9 | 44,0 | 40,7 | 82,7 | 3,4 | 1,7 | 0,9 | 0,2 | 10,2 |
| 2003-2004 | Utah Jazz          | 25  | 18  | 24,2 | 43,1 | 35,9 | 88,3 | 2,5 | 1,7 | 0,6 | 0,2 | 13,5 |
| 2004-2005 | Utah Jazz          | 81  | 44  | 20,5 | 44,8 | 36,2 | 81,0 | 2,2 | 1,7 | 0,6 | 0,1 | 8,8  |
| 2005-2006 | Utah Jazz          | 37  | 36  | 25,8 | 43,3 | 30,5 | 75,4 | 1,9 | 1,7 | 0,4 | 0,1 | 10,6 |
| 2006-2007 | Utah Jazz          | 61  | 6   | 19,5 | 46,2 | 42,6 | 81,6 | 2,1 | 1,0 | 0,5 | 0,1 | 7,8  |
| 2007-2008 | Utah Jazz          | 22  | 0   | 12,7 | 40,2 | 35,3 | 100  | 1,4 | 0,7 | 0,6 | 0,0 | 4,3  |
| 2007-2008 | Philadelphia 76ers | 12  | 0   | 9,2  | 31,7 | 33,3 | 75,0 | 1,2 | 0,9 | 0,3 | 0,1 | 3,1  |
| 2007-2008 | Phoenix Suns       | 22  | 0   | 20,1 | 49,7 | 38,0 | 94,1 | 2,3 | 1,6 | 0,4 | 0,1 | 8,8  |
| Carriera  | Carriera           | 384 | 191 | 23,0 | 44,2 | 36,8 | 82,3 | 2,5 | 1,5 | 0,6 | 0,1 | 9,6  |

#### Play-off
| Anno     | Squadra           | PG | PT | MP   | TC%  | 3P%  | TL%  | RP  | AP  | PRP | SP  | PP  |
| -------- | ----------------- | -- | -- | ---- | ---- | ---- | ---- | --- | --- | --- | --- | --- |
| 2003     | Memphis Grizzlies | 7  | 7  | 31,9 | 46,4 | 33,3 | 81,8 | 3,1 | 1,0 | 0,3 | 0,1 | 9,4 |
| 2007     | Utah Jazz         | 17 | 3  | 18,1 | 41,8 | 53,8 | 87,5 | 1,6 | 1,0 | 0,2 | 0,1 | 6,1 |
| 2008     | Phoenix Suns      | 5  | 0  | 16,0 | 33,3 | 25,0 | 100  | 1,4 | 0,4 | 0,4 | 0,0 | 3,4 |
| Carriera | Carriera          | 29 | 10 | 21,0 | 42,4 | 44,4 | 87,1 | 2,0 | 0,9 | 0,2 | 0,1 | 6,4 |

## Palmarès

### Squadra
- Coppa di Croazia: 4

Cibona Zagabria: 1995, 1996, 1999, 2001
- Coppa di Turchia: 1

Fenerbahçe Ülker: 2009-10

### Individuale
- NBA All-Rookie Second Team (2003)